# Exorista nitida
Exorista nitida là một loài ruồi trong họ Tachinidae.